# Chef de l'opposition officielle (Yukon)
Pour les articles homonymes, voir Chef de l'opposition officielle.
Le chef de l'opposition officielle au Yukon est généralement le chef du parti politique à l'Assemblée législative formant l'opposition officielle.
L'actuel chef de l'opposition officielle est Currie Dixon, député de Copperbelt-Nord à l'Assemblée législative.

## Liste des chefs de l’opposition officielle
|     | Nom                        | Début | Fin         | Parti                     |
| --- | -------------------------- | ----- | ----------- | ------------------------- |
| 1.  | Iain McKay                 | 1978  | 1981        | Libéral                   |
| 2.  | Tony Penikett              | 1981  | 1985        | Néo-Démocrate             |
| 3.  | Willard Phelps             | 1985  | 1991        | Progressiste-Conservateur |
| 4.  | Daniel Lang (en) (intérim) | 1991  | 1992        | Parti du Yukon**          |
| 5.  | Tony Penikett              | 1992  | 1995        | Néo-Démocrate             |
| 6.  | Piers McDonald             | 1995  | 1996        | Néo-Démocrate             |
| 7.  | John Ostashek              | 1996  | 1999        | Parti du Yukon            |
| 8.  | Pat Duncan                 | 1999  | 2000        | Libéral                   |
| 9.  | Trevor Harding (en)        | 2000  | 2000        | Néo-Démocrate             |
| 10. | Eric Fairclough            | 2001  | 2002        | Néo-Démocrate             |
| 11. | Todd Hardy                 | 2002  | 2006        | Néo-Démocrate             |
| 12. | Arthur Mitchell            | 2006  | 2011        | Libéral                   |
| 13. | Elizabeth Hanson           | 2011  | 2016        | Néo-Démocrate             |
| 14. | Stacey Hassard             | 2016  | 2021        | Parti du Yukon            |
| 15. | Currie Dixon               | 2021  | En fonction | Parti du Yukon            |

**En 1992, le Parti progressiste-conservateur change de nom pour le Parti du Yukon.